# Liste der Einträge im National Register of Historic Places im Falls County
Die Liste der Registered Historic Places im Falls County führt alle Bauwerke und historischen Stätten im texanischen Falls County auf, die in das National Register of Historic Places aufgenommen wurden.

## Aktuelle Einträge
| Lfd. Nr. | Name im NRHP                       | Bild | Datum der Eintragung | Adresse/Lage                                                                                                   | Ort        | NRHP-ID  | Beschreibung |
| -------- | ---------------------------------- | ---- | -------------------- | --- | ---------- | -------- | ------------ |
| 1        | Falls County Courthouse            |      | 13. Dez. 2000        | 1 Courthouse Sq                                                                                                | Marlin     | 00001532 |              |
| 2        | Westphalia Rural Historic District |      | 15. Mai 1996         | Roughly bounded by Co. Rt. 383, Pond Cr., Co. Rts. 377, 368, 372, 373, and the Falls Co. western boundary line | Westphalia | 96000524 |              |